# Benedictus Nicolai Hjort
Benedictus Nicolai Hjort, född 1632 i Hjorteds församling, Kalmar län, död 15 april 1681 i Hjorteds församling, Kalmar län, var en svensk präst.

## Biografi
Benedictus Nicolai Hjort föddes 1632 i Hjorteds församling. Han var son till kyrkoherden Nicolaus Benedicti (Lincopensis) och Ingrid Hemmingsdotter. Hjort blev 1652 student vid Uppsala universitet och prästvigdes 19 oktober 1659. Han blev 1667 kyrkoherde i Hjorteds församling. Hjort avled 1681 i Hjorteds socken.
Hjort gifte sig omkring 1660 med Anna Larsdotter Hedenberg (1639–1702) som var dotter till rådmannen Lars Pederson  och Karin Olufsdotter i Hedemora. De fick tillsammans barnen Nicolaus (1661–1667), Catharina (1662–1681), Lars (född 1665, död ung), Petrus (född 1666), Lars (1669–1681), Johannes (1671–1672), Georg (1673–1695), Johannes Benedictus Hjort och Olaus (född 1676). Efter Hjorts död gifte Anna Larsdotter Hedenberg om sig 30 juni 1682 med kyrkoherden Daniel Dalenius i Hjorteds socken.